# Marktkreuz (Culross)

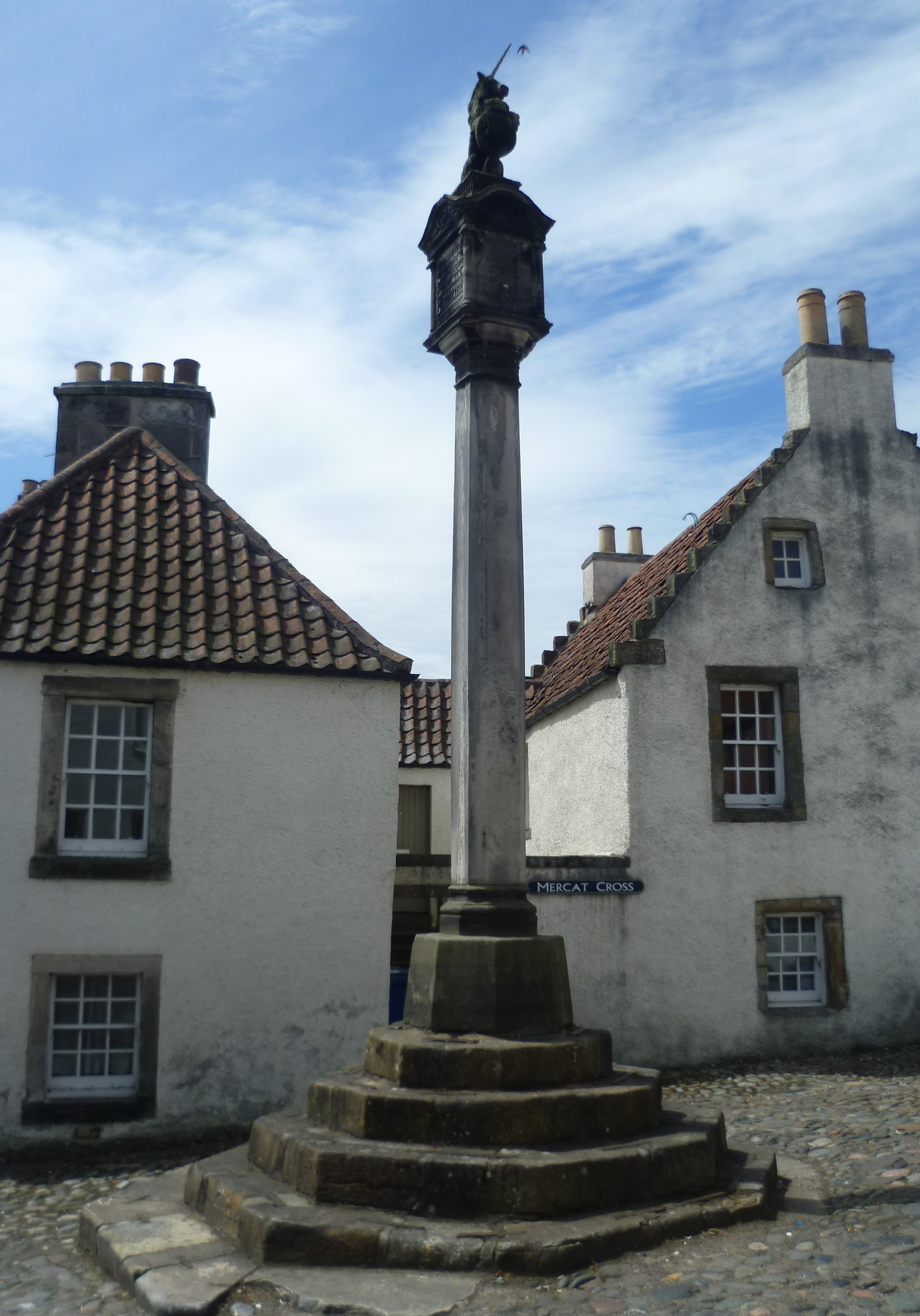
Marktkreuz von Culross

Das Marktkreuz von Culross ist ein Marktkreuz in der schottischen Ortschaft Culross in der Council Area Fife. 1972 wurde das Bauwerk als Einzeldenkmal in die schottischen Denkmallisten in der höchsten Denkmalkategorie A aufgenommen. Eine ehemalige zusätzliche Einstufung als Scheduled Monument wurde 2016 aufgehoben.

## Geschichte
Im Jahre 1490 wurde Culross in den Stand eines Burgh of Barony gesetzt und 1588 schließlich als Royal Burgh installiert, woran das Marktrecht geknüpft ist. Im selben Jahr wurde das Marktkreuz errichtet. Zur Feier der Thronbesteigung Eduard VII. stifteten James Sivewright und der Provost John Cunningham of Balgownie 1902 einen neuen Kreuzschaft. J. W. Small und der Bildhauer Alexander Neilson führten die Arbeit aus.

## Beschreibung
Das Marktkreuz von Culross steht auf einem Platz im historischen Zentrum nahe dem Wohngebäude The Study. Der sich gestuft verjüngende oktogonale Sockel stammt aus dem 16. Jahrhundert. Darauf ruht die gefaste Plinthe des ebenfalls gefasten Schafts. Sein abschließendes Kapitell ist mit Akanthus, Zahnschnitt und gekehlten Gesimse gestaltet. Darauf sitzt ein reich ornamentierter Würfel, der das Burgh-Wappen, das Wappen Sivewrights, Monogramm und Krone Eduards VII. sowie einen Hinweis auf die Renovierung zeigt. Auf dem Würfel steht ein Einhorn.